# Saint-Joseph (Differdingen)

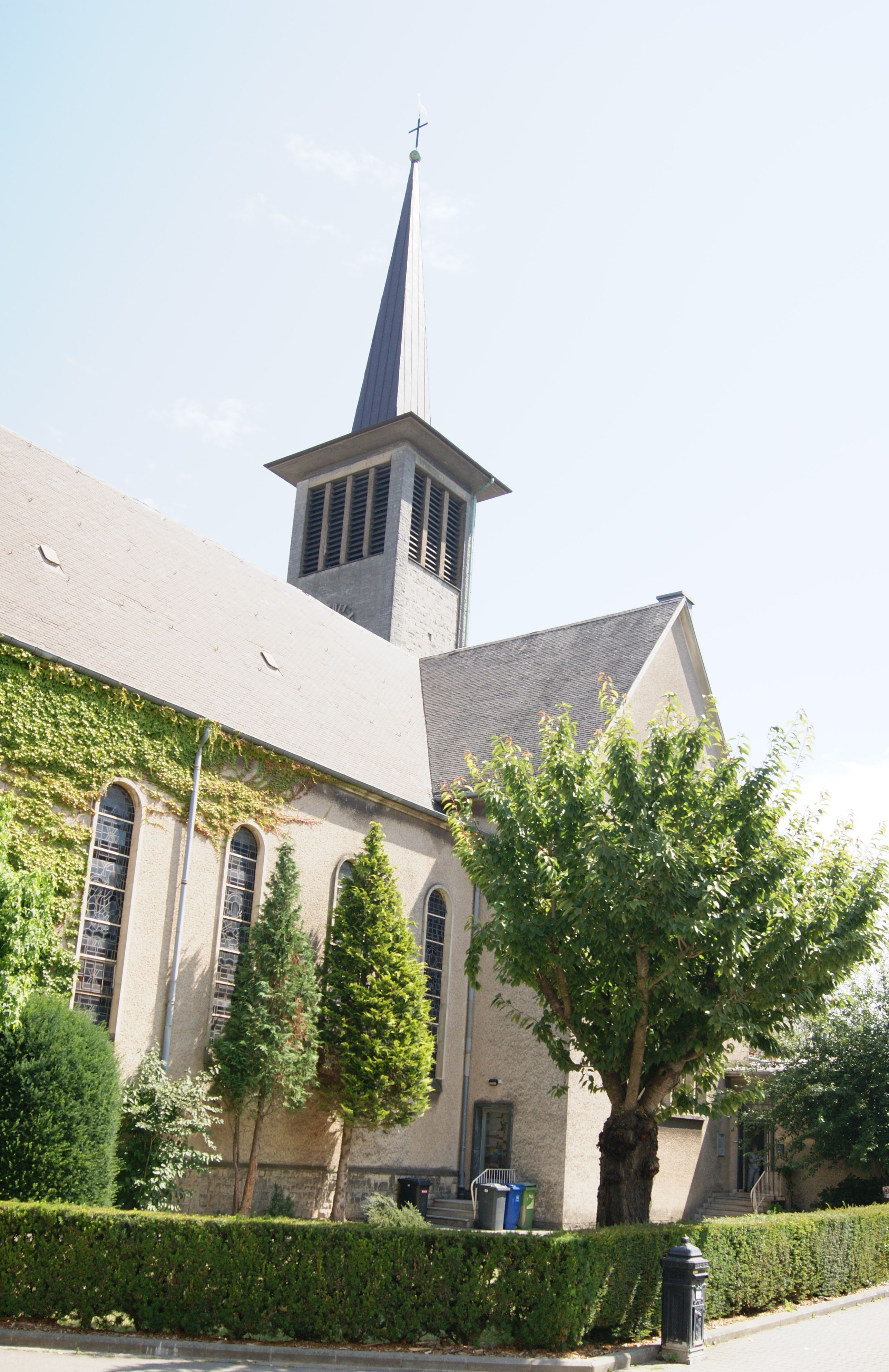

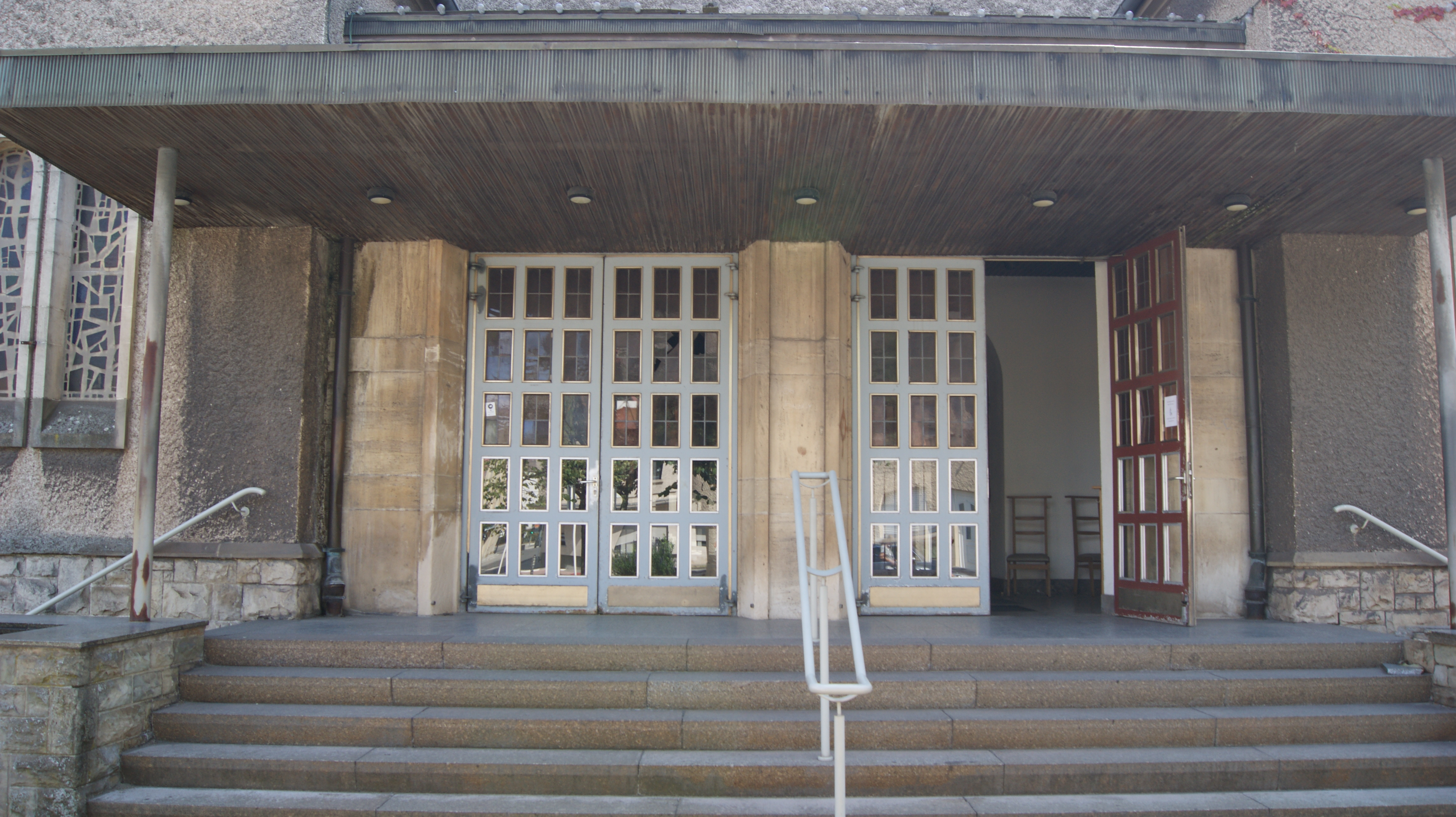
Haupteingang

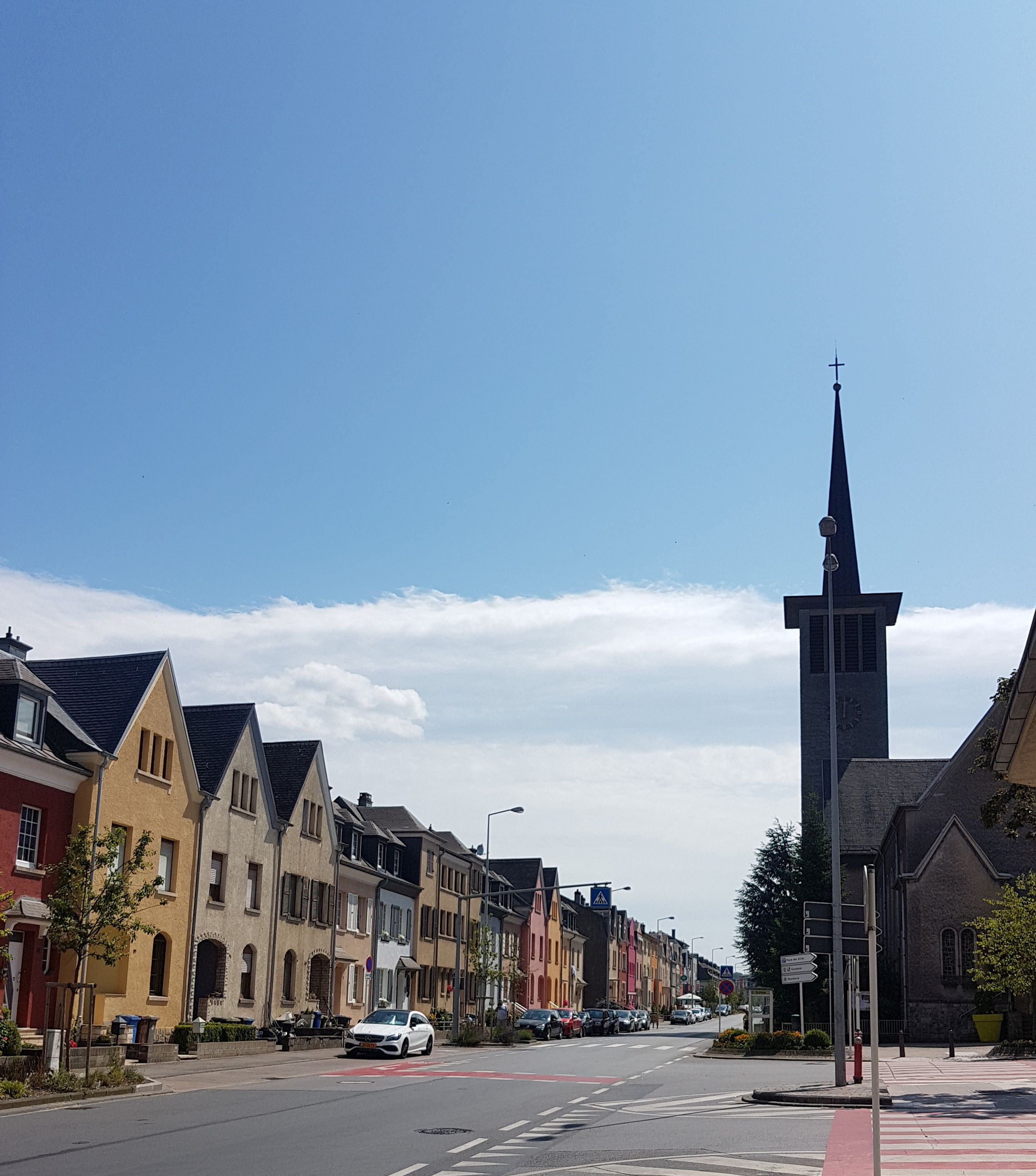
Die Kirche, daneben die Rue Emilie Mark (CR 174)

Die römisch-katholische Kirche Saint-Joseph (lux.: Kierch vun Déifferdeng-Fuussbann, kurz: Kierch Fuussbann) in Differdingen, Ortsteil Fousbann, gehört zur Pfarrei Déifferdeng Saint-François-d’Assise und damit zum Dekanat Esch-sur-Alzette und zum Erzbistum Luxemburg (lux.: Äerzbistum Lëtzebuerg), welches das gesamte Großherzogtum Luxemburg umfasst.
Der Schutzpatron der Kirche ist der heilige Josef von Nazaret (lux.: Hellege Jousef), dessen Fest am 19. März gefeiert wird.

## Geschichte
Durch das starke Bevölkerungswachstums zu Beginn des 20. Jahrhunderts wurde die bisherige Differdinger Kirche zu klein und wurde eine Kirchenerweiterung angedacht.
1919 kam Pfarrer Olinger nach Differdingen und kaufte im August 1919 einen Bauplatz für einen Neubau einer Kirche im Fuussbann (Fousbann). Aufgrund der wirtschaftlichen Notlage nach dem Ersten Weltkrieg auch in Luxemburg, war eine Realisierung des Projektes vorerst nicht möglich. Am 8. November 1932 wurde ein Bauverein für den Bau einer neuen Kirche und die Erweiterung der bisherigen Differdinger Pfarrkirche (2013 abgerissen) gegründet.
Die Pläne für die neue Kirche im modernen Stil wurden vom Architekten Jean Deitz aus Esch-sur-Alzette ausgearbeitet und vom Stadtrat, der Regierung und dem Bistum genehmigt. Der Plan sah vor, dass die Kirche in drei Etappen gebaut werden sollte, das Kirchenschiff in der ersten Etappe, ein Kreuzschiff (Querschiff) und den Chor in der zweiten Etappe und der Kirchturm mit der Sakristei in der dritten Etappe.
Am Ostersonntag 1933 wurde der erste Spatenstich durchgeführt und Ende 1933 der Bau des Kirchenschiffes fertiggestellt. Nach Abschluss des Innenausbaus wurde die Kirche am Sonntag, dem 22. Juli 1934, von Dekan Nic. Bisdorff in Anwesenheit von Bischof Pierre Nommesch eingeweiht. Der erste Messe mit Pfarrer Olinger war am 29. Juli 1934.
Erst 26 Jahre später, am 8. Dezember 1960, wurde der Grundstein für den Bau des Kirchturms gelegt. Im Juli 1961 war der Rohbau fertig und im August 1962 waren die Arbeiten am neuen Turm und die Restaurierungsarbeiten im Innenraum der Kirche abgeschlossen.

## Lage
Das Viertel Fousbann entwickelte sich erst nach und nach im 20. Jahrhundert und umfasst die Siedlungen Cité Henry Grey und die Cité Kauffmann. Die Differdinger Hütte wurde 1898 errichtet, wodurch das bisherige Dorf zur Kleinstadt wurde. An der Kirche selbst führt südwestlich die Rue de la Chapelle vorbei und nordöstlich die Rue Emile Mark (CR 174). Die Kirche liegt direkt an der Kreuzung dieser beiden Straßen, nur wenige Meter vom nördlich gelegenen Stahlwerk Differdange von Arcelor Mittal entfernt.

## Gebäude
Das Gebäude der Kirche (Kirchenschiff etwa 25 × 14 Meter) ist in Anlehnung an den Neuromanischen Stil gebaut und bietet etwa 1000 Personen Platz. Das Kirchenschiff hat unter anderem 14 hohe Rundbogenfenster mit Glasmalereien für die natürliche Belichtung. Diese hohen Rundbogenfenster sind auch architektonisch für das Gesamtbild des Gebäudes prägend.
Das nordwestlich befindliche Haupteingangsportal wird von zwei rechteckigen Tortürmen (Tauf- und Theresienkapelle) flankiert. Über dem Portal befinden sich drei schmale, rund sechs Meter hohe Rundbogenfenster und darüber ein etwa 3,5 m hohes Christkönig-Relief.

### Glasfenster
14 Glasfenster, mit figürlichen Darstellungen von Heiligen, wurden von der Fa. Binsfeld und Co. 1934 hergestellt. Sechs Glasfenster mit freier Komposition (ohne figürliche Darstellungen) stammen von Gustave Zanter (um 1965).

### Orgel
Die Orgel wurde 1964 von der Manufacture d’orgues luxembourgeoise aus Lintgen hergestellt. Sie ist bis heute unverändert erhalten, jedoch nicht mehr bespielbar. Heute wird eine elektronische Digital-Orgel der Fa. Allen, Serie AP, die unten in der Kirche aufgestellt ist, verwendet.